# Karl Baur (Pilot)
Karl Baur (* 13. November 1911 in Laichingen; † 12. Oktober 1963 in Texas) war ein deutscher Pilot, Fluglehrer und Ingenieur.
Über den Flugmodellbau und den Segelflug kam Karl Baur zur Fliegerei und erhielt 1931 seine Pilotenlizenz. Durch den Kontakt zu Wolf Hirth wurde er 1929 Mitglied der Akaflieg. Sein Maschinenbaustudium an der Technischen Universität Stuttgart schloss er 1938 ab.
Als Cheftestpilot bei der Firma Messerschmitt in Augsburg betreute er die Weiterentwicklung der Bf 109, Me 262 sowie anderer Prototypen. Baur flog alle Messerschmitttypen des Zweiten Weltkriegs.
Ab 1954 arbeitete er als Ingenieur in den USA.